# Streitkräfte Burkina Fasos
Die Streitkräfte Burkina Fasos (französisch Forces armées nationales) teilen sich in Armee und Luftwaffe sowie die Nationale Gendarmerie und Polizei Burkina Fasos. Zudem gab es noch sogenannte Volksmilizen.

## Geschichte
Die Armee des damaligen Obervolta wurde 1960 gegründet, 1961 wurde die Befehlsgewalt von den französischen auf die obervoltaischen Behörden übertragen. Sangoulé Lamizana, der Oberbefehlshaber der Armee, übernahm 1966 die Macht im Lande. Auch in der Folge übernahm das Militär mehrmals die Macht durch Staatsstreiche. In den 1980er Jahren kam es zum Krieg mit Mali um die Kontrolle über den Agacher-Streifen. Auch die Beziehungen zum Nachbarland Elfenbeinküste waren insbesondere wegen des dort in den letzten Jahren herrschenden Bürgerkrieges teilweise sehr angespannt.
Infolge eines Putschversuchs aus Reihen des Militärs wurde im Jahre 2004 Verteidigungsminister Kouamé Lougé entlassen. Zum Jahreswechsel 2006/2007 kam es in Ouagadougou zwischen unzufriedenen Soldaten und Polizeikräften zu Schießereien, die auf beiden Seiten mehrere Tote sowie verletzte Zivilisten forderten. Der Unmut der Soldaten beruhte unter anderem auf dem Gefühl der Benachteiligung gegenüber der immer besser ausgestatteten Polizei durch schlechtere Ausstattung und niedrigere Besoldung.
Am 30. Oktober 2014 entmachtete das Militär einmal mehr die Regierung und löste das Parlament auf.
Am 16. September 2015 kam es zum bislang letzten Putschversuch durch die Präsidentengarde, der aber durch reguläres Militär beendet wurde.
Im März 2021 kam es zu einem Militärputsch nachdem Truppen der Streitkräfte strategische Punkte in der Hauptstadt Ouagadougou besetzten. Der acht Monate zuvor an die Macht gekommene Generalleutnant Paul-Henri Sandaogo Damiba wurde durch Hauptmann Ibrahima Traoré geputscht.

### Bürgerkrieg in Burkina Faso
Ende 2022 wollte die Militärjunta bis zu 50000 Freiwillige rekrutieren, um das Problem mit dem im Land befindlichen Al-Qaida Extremisten zu lösen. Die CSU-nahe Konrad-Adenauer-Stiftung rechnet mit keinem Erfolg durch die Schaffung dieser Volksmilizen. Zudem versuche die Al-Qaida ähnlich wie z.B die Al-Shabab einen Parallelstaat aufzubauen.
5000 Reservisten der Armee wurden einberufen, da zum Januar 2023 circa 40 Prozent des Landes unter Kontrolle von Milizen der Al-Qaida Gruppe im Magreb. Um die Grenzstädte Gori finden intensive Gefechte statt. Nach dem Einsatz von Spähpanzern konnten die Al-Qaida Terroristen aus Gori vertrieben werden.

### Unterstützung durch Frankreich
Anfang 2006 stationierte Frankreich in Burkina Faso Militärausbilder.  Zum Jahr 2013 wurde das französische Kontingent  auf 400 Mann erhöht. Die französischen Soldaten bildeten die Spezialeinheiten und die reguläre Armee des Landes im Häuserkampf aus. Zudem wurden Offiziere der Armee Burkina Fasos in Frankreich ausgebildet. Im Rahmen einer feierlichen Zeremonie zogen sich die französischen Militärausbilder im Jahr 2022 ab.

## Stärke

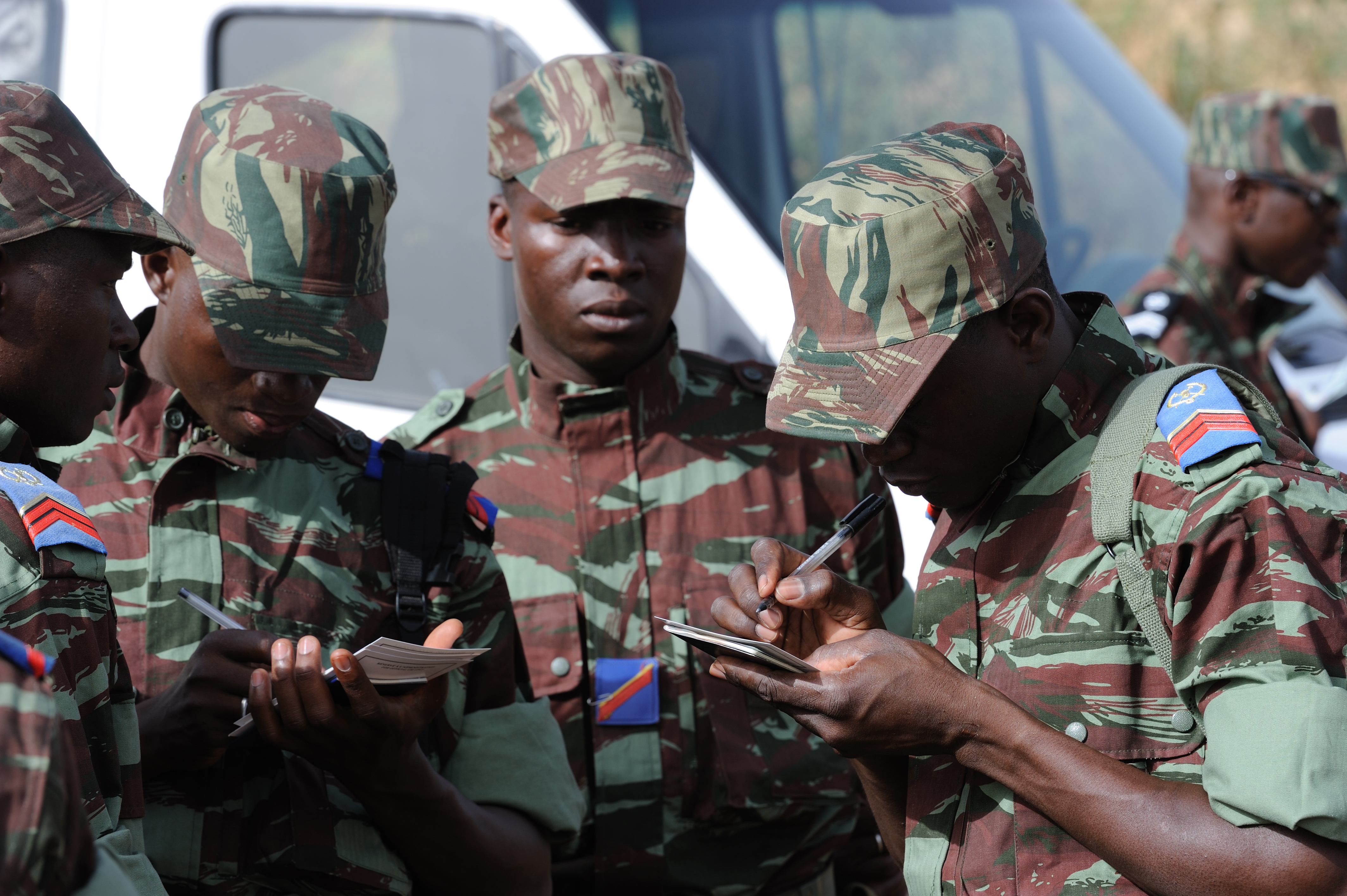
Soldaten Burkina Fasos bei einer Übung in Mali (2010)

Der Aktivstand im Frieden beträgt ohne Reserven 11.200 Soldaten. Das IISS schätzte 2020 die Armee auf 6.400 Soldaten, die Luftwaffe auf 600 und die Gendarmerie auf 4.200 Mitglieder. Das Militärbudget betrug 2020 ungefähr 458,28 Mio. US-Dollar und somit 2,9 % des Bruttonationalprodukts.

## Ausrüstung

### L’Armée de Terre
Die Armee (l’Armée de Terre) verfügt über zwei Bataillone und vier Regimente. Die Ausrüstung besteht aus folgenden gepanzerten Fahrzeugen und Artillerie:

#### Fahrzeuge
| Typ            | Herkunft               | Funktion               | Version      | Anzahl |
| -------------- | ---------------------- | ---------------------- | ------------ | ------ |
| Panhard AML    | Frankreich             | Spähpanzer             | AML-60AML-90 | 19     |
| Bastion Patsas | Frankreich             | Spähpanzer             |              | 8+     |
| EE-9 Cascavel  | Brasilien              | Spähpanzer             |              | 24     |
| Ferret         | Vereinigtes Königreich | Spähpanzer             |              | 30     |
| M8 Greyhound   | Vereinigte Staaten     | Spähpanzer             | M8M20        | 82     |
| Panhard M3 VTT | Frankreich             | Mannschaftstransporter |              | 13     |
| Bastion Patsas | Frankreich             | Mannschaftstransporter | APC          | 12     |
| Gila MBPV      | Südafrika              | MRAP                   |              | 6      |
| PUMA M26-15    | Südafrika              | MRAP                   | M26-15M36    | 3114   |
| Stark Motors   | Katar                  | Mannschaftstransporter | Storm        | 24     |
| Otokar Cobra   | Türkei                 | Mehrzweckfahrzeug      |              | 39     |
| Shrek-M        | Ukraine                | Minenräumpanzer        |              | 3      |

#### Panzerabwehrwaffen
| Typ             | Herkunft           | Funktion                |
| --------------- | ------------------ | ----------------------- |
| Typ 52 (M20)    | Vereinigte Staaten | Rückstoßfreies Geschütz |
| FFV Carl Gustaf | Schweden           | Panzerabwehrhandwaffe   |

#### Artillerie
| Typ              | Herkunft            | Kaliber | Funktion      | Anzahl |
| ---------------- | ------------------- | ------- | ------------- | ------ |
| M101             | Vereinigte Staaten  | 105 mm  | Haubitze      | 8      |
|                  |                     | 122 mm  | Haubitze      | 6      |
| Typ 63           | Volksrepublik China | 107 mm  | Raketenwerfer | ca. 4  |
| APR 40           | Rumänien            | 122 mm  | Raketenwerfer | 5      |
| Brandt Mle 27/31 | Frankreich          | 81 mm   | Mörser        |        |
|                  |                     | 82 mm   | Mörser        | 15     |
|                  |                     | 120 mm  | Mörser        | 12     |

#### Flugabwehr
| Typ           | Herkunft    | Funktion        | Anzahl |
| ------------- | ----------- | --------------- | ------ |
| 9K32 Strela-2 | Sowjetunion | MANPADS         |        |
| ZPU           | Sowjetunion | Maschinengewehr | 30     |
| TCM-20        | Israel      | Flugabwehrwaffe | 12     |

### Gendarmerie
Die Nationale Gendarmerie verfügt größtenteils über leichtere Waffen und über ein paar Transporter des Typs Bastion Patsas APC.

### Force Aérienne de Burkina Faso
Die Luftwaffe (Force Aérienne de Burkina Faso, FABF) betreibt folgende Flugzeug- und Hubschraubertypen (Stand Ende 2021):
| Flugzeug                | Foto           | Herkunft           | Verwendung             | Version        | Aktiv          | Bestellt       | Anmerkungen    |
| Kampfflugzeuge          | Kampfflugzeuge | Kampfflugzeuge     | Kampfflugzeuge         | Kampfflugzeuge | Kampfflugzeuge | Kampfflugzeuge | Kampfflugzeuge |
| ----------------------- | -------------- | ------------------ | ---------------------- | -------------- | -------------- | -------------- | -------------- |
| EMB 314 Super Tucano    |                | Brasilien          | Kampfflugzeug          |                | 3              |                |                |
| Transportflugzeuge      |                |                    |                        |                |                |                |                |
| CASA C-295              |                | Spanien            | Transportflugzeug      |                |                | 1              |                |
| Beechcraft King Air     |                | Vereinigte Staaten | Transportflugzeug      | King Air 200   | 1              |                |                |
| Geschäftsreiseflugzeuge |                |                    |                        |                |                |                |                |
| Boeing 727              |                | Vereinigte Staaten | Geschäftsreiseflugzeug |                | 1              |                |                |
| Schulflugzeuge          |                |                    |                        |                |                |                |                |
| SF-260                  |                | Italien            | Schulflugzeug          |                | 4              |                |                |
| Hubschrauber            |                |                    |                        |                |                |                |                |
| H125 Écureuil           |                | Frankreich         | Mehrzweckhubschrauber  | H125M          | 4              |                |                |
| Mil Mi-8                |                | Sowjetunion        | Mehrzweckhubschrauber  | Mi-171         | 3              | 2              |                |
| Mil Mi-24               |                | Sowjetunion        | Kampfhubschrauber      |                | 2              |                |                |
| UH-1 Iroquois           |                | Vereinigte Staaten | Mehrzweckhubschrauber  | UH-1H          | 1              |                |                |